# Dubinek
Dubinek – jezioro w Polsce w województwie warmińsko-mazurskim, w powiecie giżyckim, w gminie Kruklanki.

## Położenie
Według regionalizacji fizycznogeograficznej Polski jezioro leży na Pojezierzu Ełckim, natomiast według regionalizacji przyrodniczo-leśnej – w mezoregionie Puszczy Boreckiej, w dorzeczu Ełk–Biebrza–Narew–Wisła. Znajduje się około 12 km w kierunku północno-wschodnim od Wydmin. Od strony zachodniej wypływa niewielki ciek wodny w kierunku jeziora Łękuk.
Brzegi od strony zachodniej są strome i wysokie, w pozostałych miejscach – niskie. Prawie w całości są zarośnięte wąskim pasem roślinności wodnej. Jezioro stanowi skraj Puszczy Boreckiej.
Jezioro leży na terenie obwodu rybackiego jeziora Dubinek w zlewni rzeki Ełk – nr 13. Znajduje się na terenie Obszaru Chronionego Krajobrazu Puszczy Boreckiej o łącznej powierzchni 22 860,9 ha.
Jezioro stanowi siedlisko gatunku ujętego jako bliski zagrożenia w Polskiej czerwonej księdze roślin – grzybieni północnych Nymphaea candida, potwierdzone w latach 90. XX wieku.

## Morfometria
Według danych Instytutu Rybactwa Śródlądowego powierzchnia zwierciadła wody jeziora wynosi 12,1 ha. Średnia głębokość zbiornika wodnego to 2,5 m, a maksymalna – 6,2 m. Lustro wody znajduje się na wysokości 151,4 m n.p.m. Objętość jeziora wynosi 310,1 tys. m³. Zgodnie z badaniem z 1991 roku przyznano akwenowi II klasę czystości. Maksymalna długość jeziora to 600 m a szerokość 320 m. Długość linii brzegowej wynosi 1 550 m.
Inne dane uzyskano natomiast poprzez planimetrię jeziora na mapach w skali 1:50 000 według Państwowego Układu Współrzędnych 1965, zgodnie z poziomem odniesienia Kronsztadt. Otrzymana w ten sposób powierzchnia zbiornika wodnego to 12,5 ha, a wysokość bezwzględna lustra wody – 150,7 m n.p.m.